# Exciter (Gerät)
Ein Exciter, auch Aural Exciter, (abgeleitet von englisch to excite „anregen“, sowohl im Sinne von emotionalem Anreiz als auch durch Schwingungen hervorrufen) ist ein musikalisches Effektgerät, das den Hochtonanteil eines Tonsignals künstlich erzeugt.

## Aufbau
Der Exciter besteht aus zwei hintereinander geschalteten Elementen: einem Hochpassfilter und einem Verzerrer. Dieser wurde ursprünglich als Quadraturmultiplizierer ausgeführt, in einfacheren Geräten kommt aber auch häufig eine Schaltung mit antiparallelen Dioden zum Einsatz. In jedem Fall werden durch die Schaltung oberhalb der Grenzfrequenz des Hochpasses neue Obertöne erzeugt, die als Harmonische auf dem Originalsignal basieren. Das so erzeugte Signal wird dem ursprünglichen Signal mit geringem Pegelanteil wieder zugemischt.

## Wirkung
Das durch den Exciter veränderte Klangbild hört sich transparenter an als das Original und ist zudem räumlich besser lokalisierbar. Subjektiv ähnelt die Bearbeitung einer Höhenanhebung, obwohl sich der Pegel kaum messbar erhöht. Zu viel des Effekts verschlechtert die Signalqualität erheblich, der Klangeindruck wird unnatürlich, verzerrt, lästig.

## Anwendung
Der Exciter kann sowohl zur Bearbeitung von kompletten Abmischungen als auch für Einzelsignale eingesetzt werden. Auch zur „Auffrischung“ minderwertiger Übertragungswege ist er geeignet, hierbei wird eine hörbare Verbesserung hauptsächlich auf einfachen Wiedergabegeräten (Radiowecker, Kofferradio, Mini-Anlagen) erreicht, die den Hauptanteil des Zielmarktes der Phonoindustrie ausmachen. Bei fast allen Abmischungen wird heutzutage ein Exciter benutzt, obertonreiche Einzelsignale wie beispielsweise Becken werden mit ihm veredelt, und besonders in der Werbung ist das Gerät verbreitet, da es verspricht, die Tonmischung bei gleichem Pegel psychoakustisch lauter wirken zu lassen.

## Geschichte
Der Amerikaner Charles D. Lindridge baute 1955 den ersten Exciter. Den Marktdurchbruch schaffte das Gerät ab 1970 unter dem Namen Aural Exciter der Firma Aphex. Nachdem das Effektgerät zunächst nur stundenweise für hohe Mietpreise ausgeliehen werden konnte und seine Funktionsweise ein gut gehütetes Geheimnis war, hielt die bekannteste Variante Typ C in den 1980er Jahren Einzug in die Tonstudios. Neben dem Original der Firma Aphex gab es auch bald Alternativen (zum Beispiel von BBE, Behringer, SPL) und High-End-Versionen (zum Beispiel von Höf). Mittlerweile gehört der Exciter praktisch zu jeder gehobenen Studio-Ausstattung und ist auch als Plug-in für digitale Produktionsumgebungen erhältlich.

## Verwandte Geräte
Ein Enhancer arbeitet nach einem ähnlichen Prinzip wie ein Exciter, jedoch wird statt eines Hochpassfilters eine Reihe von Bandpassfiltern verwendet. Viele Modelle erzeugen keine neuen Obertöne, sondern analysieren die vorhandenen, heben sie dynamisch an und arbeiten mit Laufzeit-Effekten zur Impuls-Verbreiterung. Je nach Frequenz der Filter hat der Enhancer unterschiedliche Einsatzzwecke und differierende Klangeigenschaften. Beispiele dafür sind eine bessere Sprachverständlichkeit, eine räumlichere Darstellung und eine deutlichere Stereo-Abbildung.